# Ludwig Hymon
Ludwig Hymon (Lebensdaten unbekannt) war ein deutscher Fußballspieler, der für den FC Bayern München und den 1. SV Jena aktiv war.

## Karriere

### FC Bayern München
Hymon gehörte als Stürmer von 1932 bis 1935 dem FC Bayern München an, für den er in Bezirksliga Bayern, Gruppe Südbayern, der seinerzeit regional höchsten Spielklasse, ein Punktspiel bestritt. Dieses fand am 18. Dezember 1932 (18. Spieltag) beim 10:1-Sieg im Heimspiel gegen die SpVgg Landshut statt. Mit dem Gewinn der Südbayerischen Meisterschaft war der FC Bayern München auch für die Endrunde um die Süddeutsche Meisterschaft qualifiziert. Von acht teilnehmenden Mannschaften in der Gruppe Ost/West belegte er mit seiner Mannschaft den vierten Platz, zu dem er in sechs Spielen beigetragen hatte.
Danach spielte er in der Gauliga Bayern, in einer von zunächst 16, später auf 23 aufgestockten Gauligen zur Zeit des Nationalsozialismus als einheitlich höchste Spielklasse im Deutschen Reich.
In der ersten Saison wurde er in 16 Punktspielen, in denen er sechs Tore erzielte, eingesetzt; die jeweilige Anzahl an Spielen und Toren erreichte er auch in Freundschaftsspielen. Sein Debüt am 1. Oktober 1933 (4. Spieltag) bei der 1:3-Niederlage im Heimspiel gegen die SpVgg Fürth krönte er mit dem Treffer zum Endstand in der 83. Minute.
Als seine Mannschaft die Folgesaison als Viertplatzierter abschloss, kam er lediglich in zwei Freundschaftsspielen zum Einsatz, in denen er ein Tor erzielte.
In seiner letzten Saison bestritt er zwei Freundschaftsspiele, in denen er fünf Tore erzielte, und erstmals ein Spiel um den in Tschammerpokal, den 1935 neu geschaffenen Pokalwettbewerb für Vereinsmannschaften. Sein einziges Pokalspiel wurde bei der Premiere am 1. September 1935 in der 1. Schlussrunde mit 4:5 nach Verlängerung beim Ulmer FV 1894 verloren. Das am 13. Oktober 1935 (5. Spieltag) beim 2:0-Sieg über den 1. FC Bayreuth gewonnene Heimspiel, war sein drittes und letztes Punkt- und insgesamt 27. Pflichtspiel für die Bayern, bevor er in der laufenden Saison zum 1. SV Jena wechselte.

### 1. SV Jena
Mit seinem neuen Verein, der in der Gauliga Mitte seine regionalen Meisterschaftsspiele austrug, gewann er auf Anhieb die Gaumeisterschaft, die ihn und seine Mannschaft zur Teilnahme an der Endrunde um die Deutsche Meisterschaft berechtigte.
In der in vier Gruppen zu je vier Mannschaften ausgetragenen Meisterschaft bestritt er alle sechs Spiele in der Gruppe C, die als Drittplatzierter abgeschlossen wurde. Da nur die Gruppensieger für das Halbfinale qualifiziert waren, war für ihn und seine Mannschaft der Wettbewerb vorzeitig beendet; er konnte jedoch behaupten, zweimal gegen den späteren Deutscher Meister 1. FC Nürnberg gespielt zu haben.

## Erfolge
- Gaumeister Mitte 1936 (mit dem 1. SV Jena)
- Südbayerischer Meister 1933 (mit dem FC Bayern München)